# Liste der Naturdenkmale in Freudenberg (Baden)
| Naturdenkmale | Anzahl |
| ------------- | ------ |
| FND           | 13     |
| END           | 0      |
| Gesamt        | 13     |

Die Liste der Naturdenkmale in Freudenberg nennt die verordneten Naturdenkmale (ND) der im baden-württembergischen Main-Tauber-Kreis liegenden Stadt Freudenberg. In Freudenberg gibt es insgesamt dreizehn als Naturdenkmal geschützte Objekte, alle sind flächenhafte Naturdenkmale (FND), keines ist ein Einzelgebilde-Naturdenkmal (END).
Stand: 31. Oktober 2016.

## Flächenhafte Naturdenkmale (FND)
| Name                                                           | Bild | Kennung     | Einzelheiten       | Position | Fläche Hektar | Datum         |
| -------------------------------------------------------------- | ---- | ----------- | ------------------ | -------- | ------------- | ------------- |
| Ehem. Steinbruch im Keßlersrain                                | BW   | 81280390012 | Freudenberg        | ⊙        | 0,9           | 10. März 1992 |
| Erweiterung ND 6/5 F Äußeres Hoffeld                           | BW   | 81280390006 | Freudenberg        | ⊙        | 0,1           | 10. März 1992 |
| Feuchtgebiet Halle im Sumpf Hallenwiesen                       | BW   | 81280390014 | Freudenberg        | ⊙        | 0,9           | 10. März 1992 |
| Feuchtgebiet und Hecke mit Obstbäumen „Winnenäcker“            | BW   | 81280390011 | Freudenberg        | ⊙        | 1,0           | 10. März 1992 |
| Feuchtgebiet Winnenäcker                                       | BW   | 81280390013 | Freudenberg        | ⊙        | 2,8           | 10. März 1992 |
| Hoher Felsen Großer Wald                                       | BW   | 81280390002 | Freudenberg        | ⊙        | 3,0           | 21. Dez. 1981 |
| Hoher Stein Stadter Wald I/1                                   |      | 81280390001 | Freudenberg-Boxtal | ⊙        | 1,0           | 21. Dez. 1981 |
| Röhrichtinsel im Baggersee Äußerer Mühlgrund                   |      | 81280390009 | Freudenberg        | ⊙        | 0,3           | 10. März 1992 |
| Steinbruch Äußeres Hoffeld                                     | BW   | 81280390005 | Freudenberg        | ⊙        | 1,7           | 21. Dez. 1981 |
| Steinbruch Jörglisäcker                                        | BW   | 81280390004 | Freudenberg        | ⊙        | 1,4           | 21. Dez. 1981 |
| Steinbruch Unterer Langert                                     | BW   | 81280390015 | Freudenberg        | ⊙        | 2,8           | 10. März 1992 |
| Tümpel mit Umgebung bei der Antonsmühle Grund/Kuhhirte/Raubach | BW   | 81280390007 | Freudenberg        | ⊙        | 0,4           | 10. März 1992 |
| Weiher Grohwöde                                                | BW   | 81280390003 | Freudenberg        | ⊙        | 0,5           | 21. Dez. 1981 |
| Legende für Naturdenkmal                                       |      |             |                    |          |               |               |